# Hermann Reinhardt (Beamter)
Hermann Reinhardt (* 1898; † 1972) war ein deutscher Beamter.

## Leben
Reinhardt war nach Studium und Promotion in den Rechtswissenschaften von 1925 bis 1933 in der Reichsfinanzverwaltung tätig. Danach war er von 1933 bis 1945 im Reichswirtschaftsministerium tätig, wobei er ab 1942 Ministerialdirektor war. Zwischen 1945 und 1950 (genauere Daten sind nicht bekannt) war er Stadtdirektor in Gronau/Westfalen. Von 1950 bis 1964 war er im Bundesministerium für Wirtschaft tätig. Zuerst als Ministerialdirigent, war er ab 1953 Ministerialdirektor und Leiter der Abteilung V (Außenwirtschaft). Im Jahr 1966 wurde ihm das Große Bundesverdienstkreuz mit Stern und 1951 das Großkreuz des Ordens für Verdienste um Landwirtschaft und Gewerbe verliehen.